# Vægten
 For alternative betydninger, se Vægt. (Se også artikler, som begynder med Vægt)
Vægten (Libra) er et stjernebillede på den sydlige himmelkugle.